# Садок (рибальство)

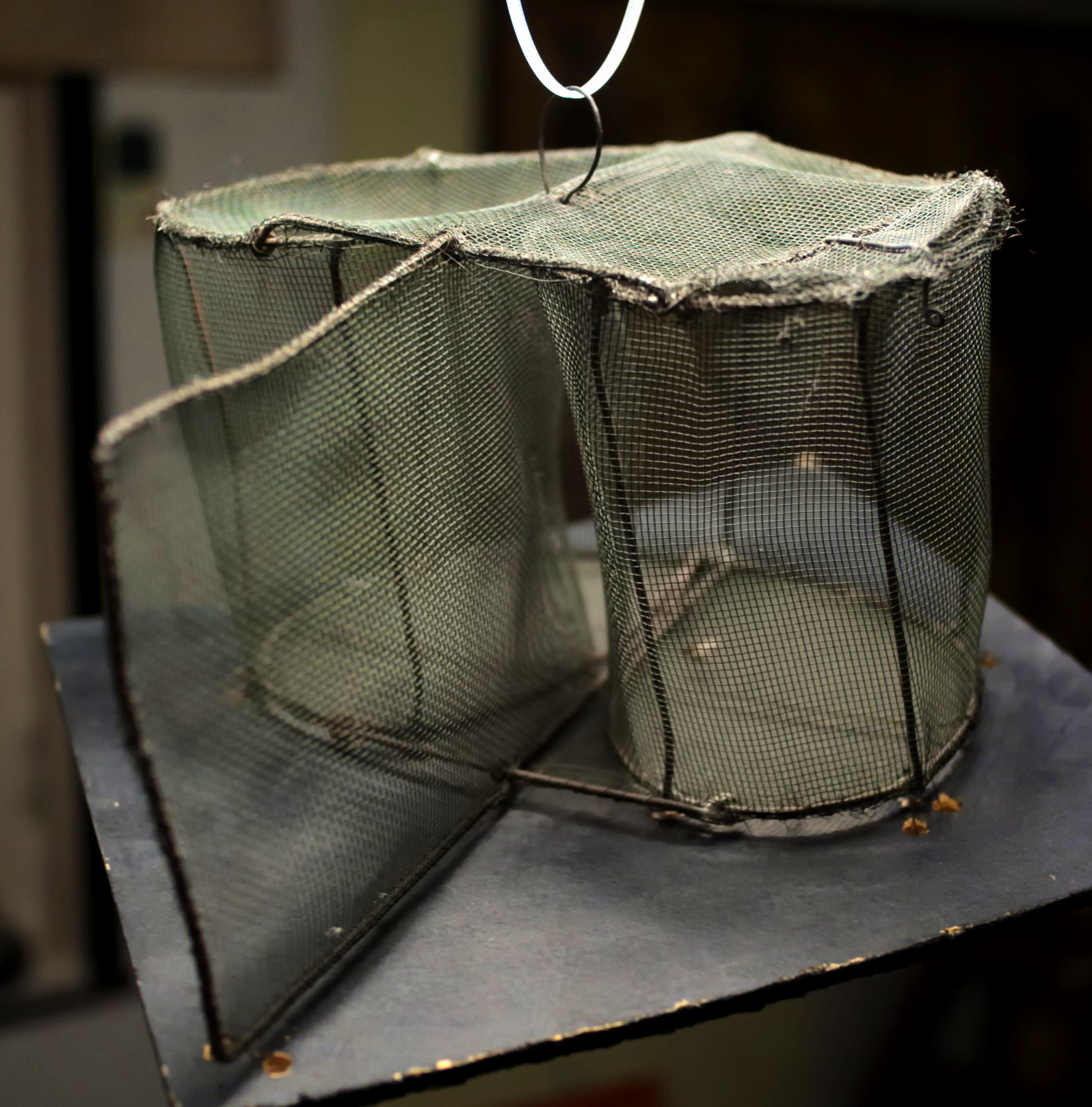
Невеликий садок із сітчастого матеріалу

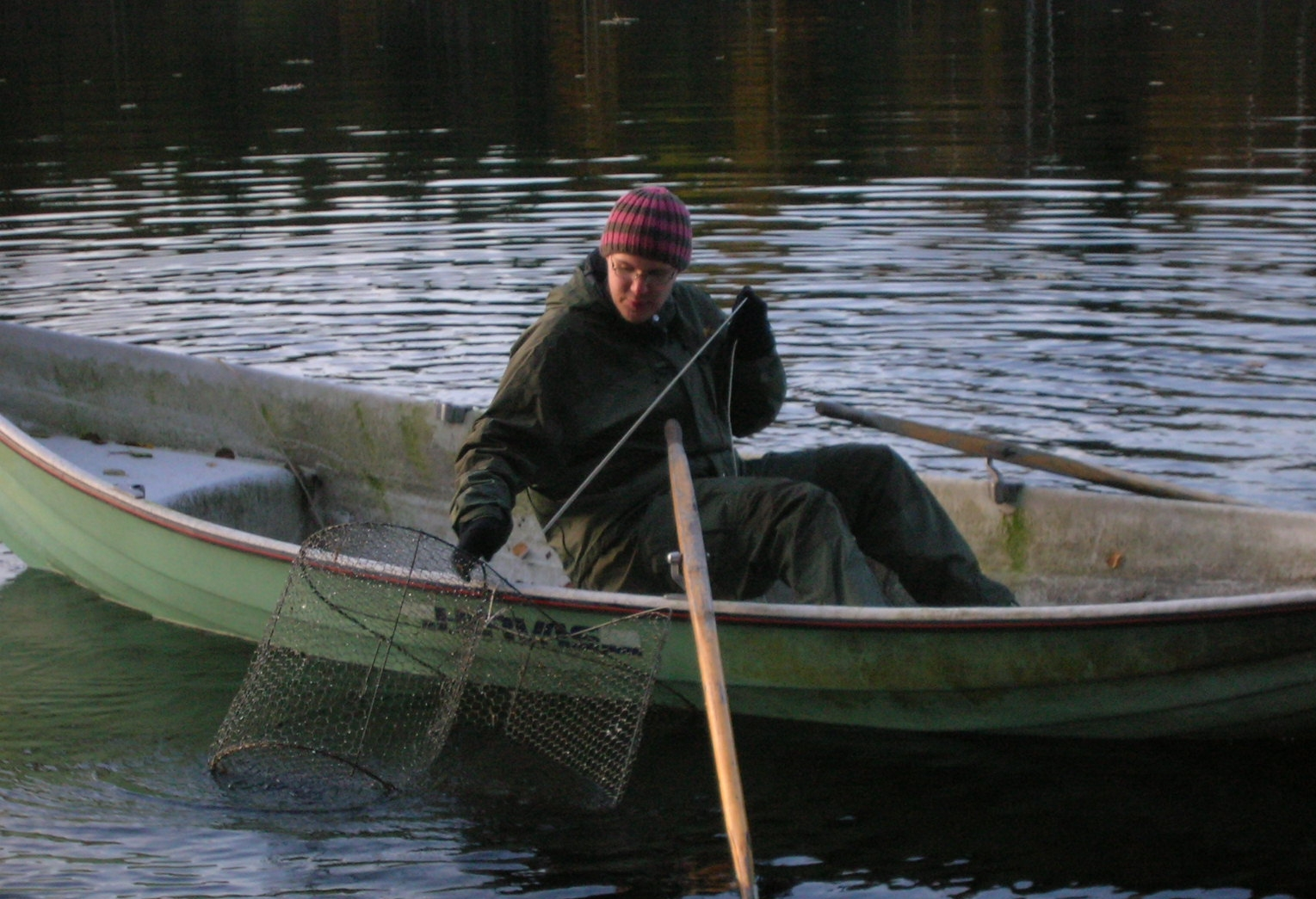
Рибалка опускає садок на дно водойми

Садок (кош, саж) — рибальський пристрій для зберігання спійманої риби під час риболовлі. Спійману рибу живою кладуть у садок і на час риболовлі опускають його на глибину 1—2 метри.
Садки бувають складні з металевої сітки, або з капронової сітки, натягнутої на металеві обручі, які не дозволяють садочку складатися, зберігаючи об'єм у будь-якому положенні. Саморобні садки, як правило, виготовлені з вербових прутів, ниток або дощок. За спортивними правилами довжина садка має бути не менше 3 м. Для аматорського лову оптимальна довжина — 2—3 м, хоча може бути й коротшою. Дрібна та середня риба в садку зберігається довше, ніж на кукані. Жива риба в садку може залишатися живою і не псується протягом кількох днів.